# NGC 4919
NGC 4919 ist eine 14,0 mag helle Galaxie vom Hubble-Typ S0 im Sternbild Haar der Berenike, die etwa 328 Millionen Lichtjahre von der Milchstraße entfernt ist. Sie gehört zum Coma-Galaxienhaufen und wurde am 5. Mai 1864 von Heinrich Louis d’Arrest entdeckt, der dabei „very faint, very small, second of four“ notierte. Die anderen drei Objekte, NGC 4911, NGC 4921 und NGC 4923, waren bereits 1785 von Wilhelm Herschel entdeckt worden.